# Беч (Церкниця)
Беч (словен. Beč) — поселення в общині Церкниця, Регіон Нотрансько-крашка, Словенія. Висота над рівнем моря: 807,2 м.